# Wanging'ombe
Wanging'ombe es un valiato de Tanzania perteneciente a la región de Njombe.
En 2012, el valiato tenía una población de 161 816 habitantes, de los cuales 12 115 vivían en la kata de Wanging'ombe. Aunque nominalmente la capital es la localidad de Wanging'ombe, la sede administrativa del valiato se ubica en la vecina localidad de Igwachanya.
El valiato se ubica en el norte de la región y limita con las regiones de Mbeya e Iringa. La localidad se ubica unos 15 km al oeste de Makambako, sobre la carretera A104 que lleva a Mbeya.
Este valiato se creó en 2012, al separarse parte del territorio del vecino valiato de Njombe.

## Subdivisiones
Comprende 17 katas:
- Igima
- Igosi
- Igwachanya (sede administrativa)
- Ilembula
- Imalinyi
- Kidugala
- Kijombe
- Kipengere
- Luduga
- Makoga
- Mdandu
- Saja
- Uhambule
- Ulembwe
- Usuka
- Wangama
- Wanging'ombe (capital nominal)